# Empis ferruginea
Empis ferruginea är en tvåvingeart som beskrevs av Johann Wilhelm Meigen 1838. Empis ferruginea ingår i släktet Empis och familjen dansflugor.
Artens utbredningsområde är Tyskland. Inga underarter finns listade i Catalogue of Life.